# داستان او (فیلم)
این فیلم اقتباسی از رمان داستان او از آنه دسکلوس است.
داستان او (به انگلیسی: Story of O) فیلمی در ژانر درام، اروتیک به کارگردانی ژوست ژکین و فیلمنامه اثر نوشته سباستین ژاپریسو، محصول مشترک فرانسه و آلمان، که در سال ۱۹۷۵ منتشر شده‌است. از بازیگرانی که در این فیلم به ایفای نقش پرداخته‌اند می‌توان به، کرین کلری، اودو کیر، آنتونی استیل و ژان گاون اشاره کرد. این فیلم اقتباسی است از رمانی به همین نام که در سال ۱۹۵۴ توسط آنه دسکلوس به رشته تحریر درآمده است.
در سال ۱۹۹۲، سریالی به همین نام در یک فصل و ده قسمت در برزیل ساخته و پخش شد.

## داستان فیلم
یک زن جوان عکاس مد، که تنها با نام «او» شناخته می‌شود، توسط معشوقه‌اش «رنه» به قلعه «شاتو رویسی» برده می‌شود، جایی که به عنوان بخشی از آموزش‌هایش برای خدمت به اعضای باشگاه، تحت اعمال جنسی و سادومازوخیستی مختلف قرار می‌گیرد. لباس «او» بگونه ای طراحی شده که به‌طور مداوم برای مقاربت دهانی، واژینال و مقعدی در دسترس باشد. او را مرتب برهنه می‌کنند، چشم‌بند می‌زنند، زنجیر می‌کنند و شلاق می‌زنند. «او» بعد از پایان دوره آموزشی، رویسی را با حلقه‌ای آهنین در دستش، به نشانه آغاز کار رها می‌کند و به مردان جامعه نشان می‌دهد که او یک برده جنسی است.
«او» با مدلی به نام «ژاکلین» آشنا می‌شود که از او عکس می‌گیرد و شیفته او می‌شود. رنه «او» را به برادر ناتنی بزرگترش، «سر استفان» معرفی می‌کند؛ سر استفان «او» را با دو مرد به اشتراک می‌گذارد؛ همان‌طور که رنه از «او» می‌خواهد که یاد بگیرد از کسی که دوستش ندارد اطاعت کند و به او خدمت کند. در حالی که سر استفان ثابت می‌کند که استاد سختگیرتر از رنه است، به زودی معتقد می‌شود که عاشق «او» شده‌است.
به دستور سر استفان، «او» به یک خانه روستایی کاملاً زنانه در «سامویس» فرستاده می‌شود؛ که توسط زنی به نام «آن ماری» اداره می‌شود، جایی که «او» تحت ضرب و شتم بیشتر قرار می‌گیرد و آموزش‌های تسلیم شدن را به‌طور کامل می‌بیند. دوره جدید آموزشی «او» با حلقه انداختن به واژنش و به درخواست سر استفان داغ زدن حروف اول نام تجاریش بر روی پوست «او» به پایان می‌رسد.
سر استفن به «او» می‌گوید که رنه عاشق ژاکلین شده‌است و «او» باید ژاکلین را اغوا کند و وادارش کند تا در رویسی تحت آموزش قرار گیرد. در حالی که او ابتدا در برابر رفتن ژاکلین به رویسی مقاومت می‌کرد، در نهایت او موافقت کرد. ژاکلین به آپارتمان «او» نقل مکان می‌کند و توسط او اغوا می‌شود و با او به لز می‌پردازد. «او» سبک زندگی بی‌دی‌اس‌ام خود را فاش می‌کند و اقامت خود در رویسی را برای ژاکلین، که در ابتدا به آن منفور و ناباور شده بود، را توصیف می‌کند.
سر استفان «او» را با دو مرد دیگر از آشنایان خود به اشتراک می‌گذارد، یکی به سادگی به نام «فرمانده» و دیگری مرد جوانی به نام «ایوان». پس از یک برخورد جنسی با «او»، ایوان باور می‌کند که عاشق او است و از سر استفان می‌خواهد که «او» را آزاد کند. با این حال «او» حاضر به ترک سر استفان نیست. «او» ژاکلین را به رویسی می‌برد و در آنجا برای خدمت به رنه آموزش می‌بیند. بعداً سر استفان و «او» برای یک مهمانی به خانه فرمانده در بریتانیا می‌روند، جایی که با «او» به عنوان یک منظره بصری رفتار می‌شود و چیزی جز زنجیر و ماسک جغد بر تن ندارد. با تماشای «او» در مهمانی، سر استفان احساس می‌کند که مالکیت او بر او کامل شده‌است.
مدتی پس از آن، «او» از سر استفان می‌پرسد که آیا حاضر است، برای نشان دادن عشق بی قید و شرط خود همانند او، همان مجازات‌ها و تجربیاتی را که او متحمل شده‌است؛ تحمل می‌کند. وقتی سر استفان می‌گوید «فکر می‌کنم»، ناگهان دستش را با یک چوب سیگار داغ می‌سوزاند و یک دایره یا یک «او» برای او باقی می‌گذارد.